# Yuma Kato
Yuma Kato (japanisch 加藤 悠馬 Kato, Yuma; * 15. Dezember 2001 in der Präfektur Hyōgo) ist ein japanischer Fußballspieler.

## Karriere
Yuma Kato erlernte das Fußballspielen in der Jugendmannschaft von Vissel Kōbe sowie in der Universitätsmannschaft der Takushoku-Universität. Am 1. Februar 2023 wechselte er leihweise von der Universität zum Iwaki FC. Der Verein aus Iwaki, einer Stadt in der Präfektur Fukushima, spielt in der zweiten japanischen Liga. Sein Zweitligadebüt gab Mizuki Kaburaki am 18. Februar 2023 (1. Spieltag) im Heimspiel gegen Fujieda MYFC. Bei der 2:3-Heimniederlage stand er in der Startelf und wurde nach der Halbzeitpause gegen Genki Egawa ausgewechselt. Während der Ausleihe bestritt er neun Ligaspiele. Nach der Ausleihe wurde er am 1. Februar 2024 fest vom Iwaki FC unter Vertrag genommen.